# Михалёва (деревня)
Михалёва — деревня в Алапаевском районе Свердловской области России, входящая в муниципальное образование Алапаевское. Входит в состав Голубковского территориального управления.

## География
Деревня Михалёва расположена на левом берегу реки Ницы, в 40 километрах на северо-восток от города Алапаевска.

## Население
| 2002 | 2010 |
| ---- | ---- |
| 154  | ↘113 |